# Julia da Silva-Bruhns

Julia da Silva-Bruhns als junge Frau

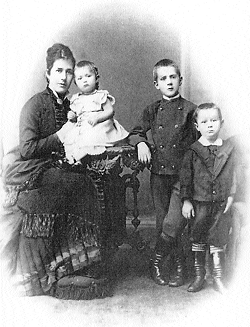
Julia Mann mit ihren drei ältesten Kindern. Von rechts: Thomas, Heinrich und Julia

Julia Mann, genannt Dodo (* 14. August 1851 in Paraty, Brasilien als Julia da Silva-Bruhns; † 11. März 1923 in Weßling), war die Ehefrau des Lübecker Senators und Kaufmanns Thomas Johann Heinrich Mann und die Mutter der beiden Schriftsteller Thomas Mann und Heinrich Mann.

## Leben
Julia Mann war eine Tochter des 1837 nach Brasilien ausgewanderten Lübecker Farmers Johann Ludwig Hermann Bruhns (1821–1893) und der Brasilianerin Maria Luísa da Silva († 1856), Tochter eines Großgrundbesitzers portugiesischer Herkunft. Sie hatte mehrere Geschwister.
Ihr Vater besaß einige Zuckerrohrplantagen zwischen Santos und Rio de Janeiro, die er, wie damals in Brasilien bis 1888 erlaubt, mit Sklaven bewirtschaftete. Sie wurde in der Nähe der Villa Boa Vista in Paraty geboren und verbrachte hier die ersten Jahre ihres Lebens in wohlhabenden Verhältnissen. Ihre Mutter starb, als Julia da Silva-Bruhns fünf Jahre alt war, bei der Geburt ihres sechsten Kindes. Die Kinder kamen zunächst zu den Eltern der Mutter im selben Ort. Ein Jahr nach dem Tod der Mutter entschied ihr Vater, seine Kinder nach Deutschland zu schicken. Julia sprach zu diesem Zeitpunkt noch kein Wort Deutsch. Bis sie vierzehn Jahre alt war, lebte sie in einem Internat in Lübeck unter der Leitung von Therese Bousset. Ihr Vater kümmerte sich währenddessen in Brasilien um die Plantagen und versorgte sie finanziell.

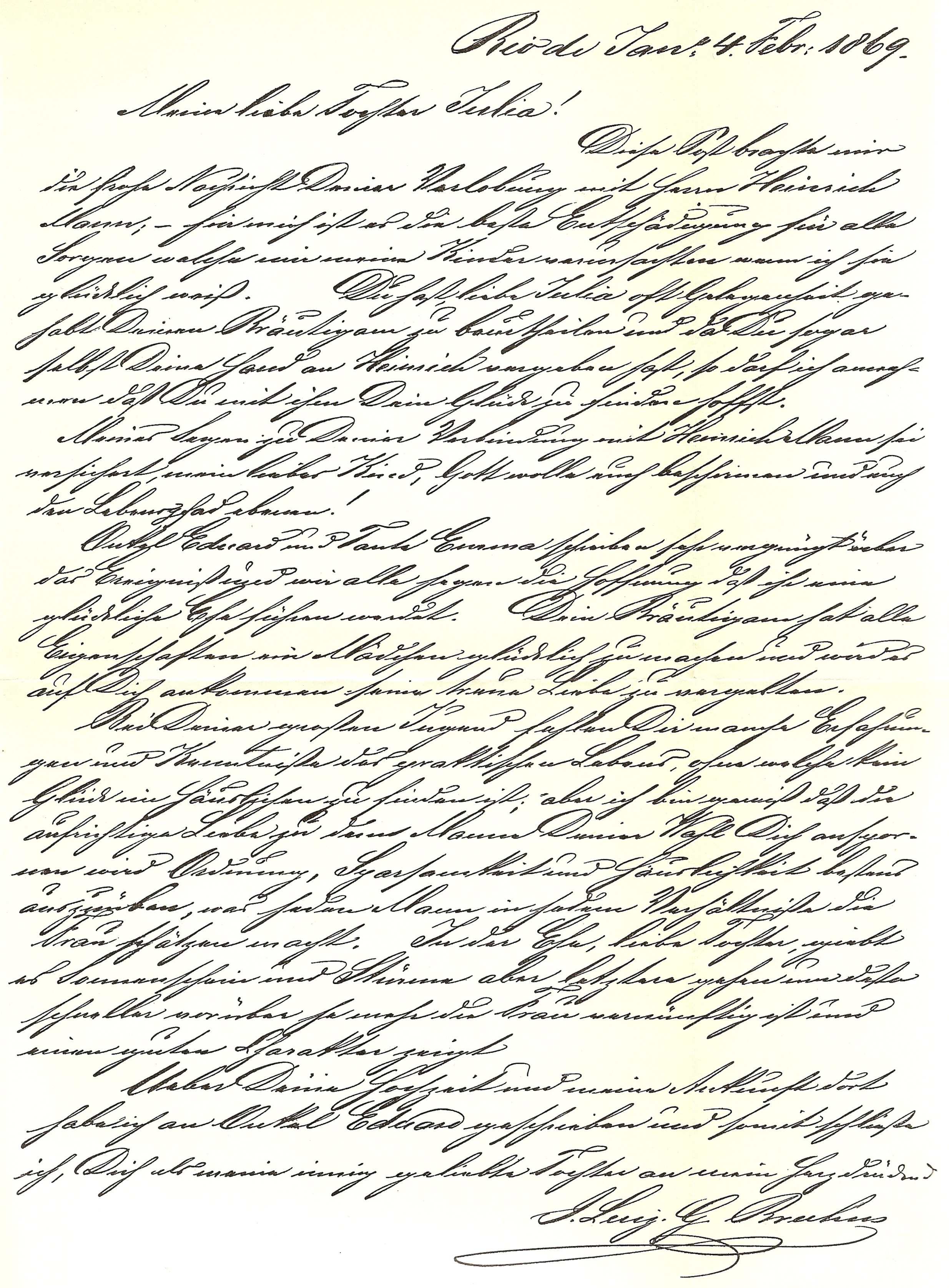
Brief ihres Vaters an Julia zur Verlobung

1869 heiratete sie den elf Jahre älteren späteren Senator Thomas Johann Heinrich Mann (1840–1891). Zusammen hatten sie fünf Kinder Heinrich (1871–1950), Thomas (1875–1955), Julia „Lula“ (1877–1927), Carla (1881–1910) und Viktor (1890–1949).

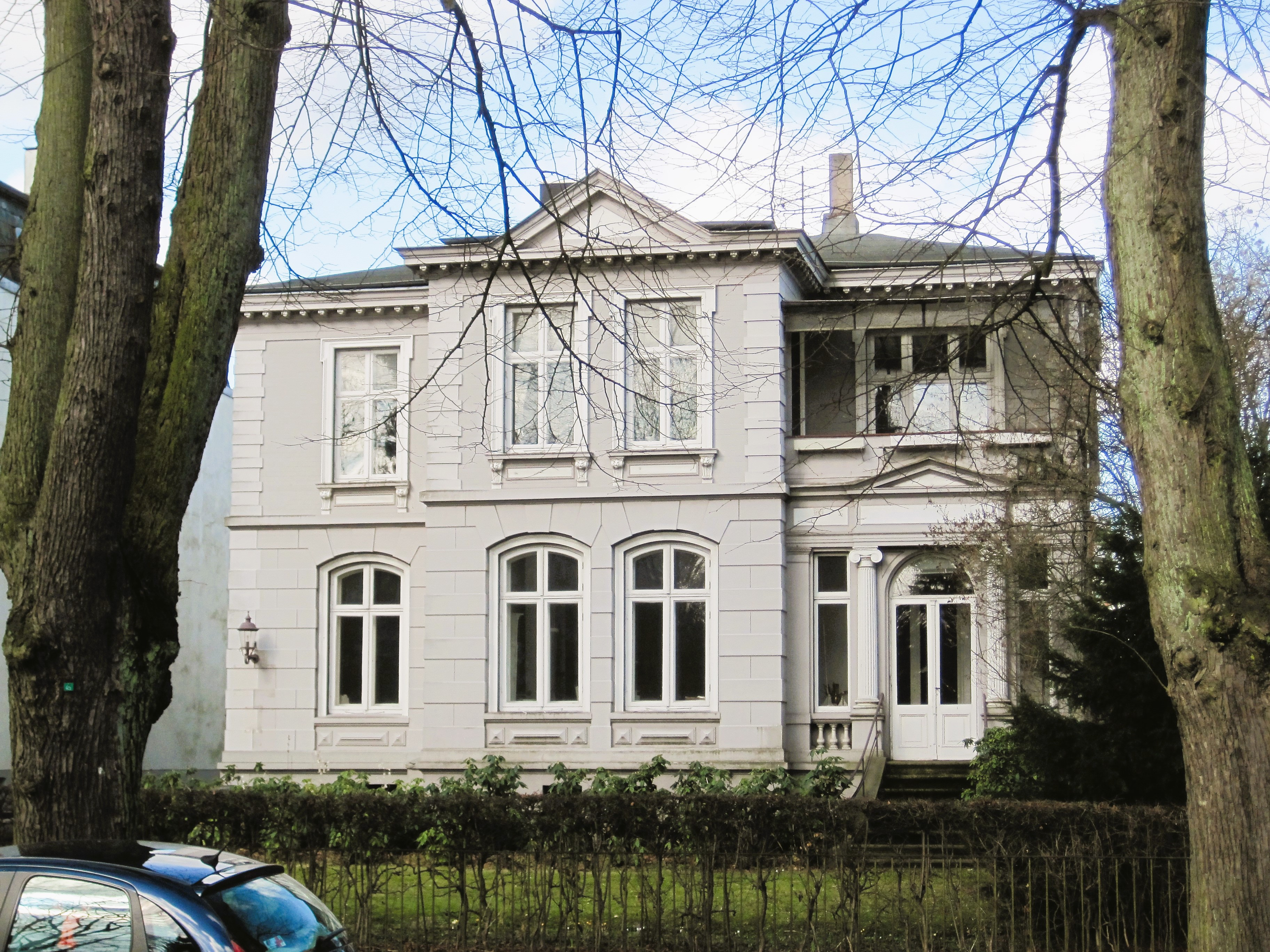
Das Gartenhaus in der Roeckstraße

Julia Manns Ehemann starb 1891 an Blasenkrebs. Seine Firma wurde aufgrund seiner testamentarischen Verfügung aufgelöst und das Wohnhaus verkauft, denn er schätzte seine Söhne als für die Weiterführung des Unternehmens nicht geeignet ein. Die Erlöse wurden durch den Testamentsvollstrecker Krafft Tesdorpf angelegt. Julia Mann lebte nach dem Tod ihres Mannes vor den Toren Lübecks in einem Sommerhaus in der Roeckstraße. 1893 zog sie, allgemein „Frau Senator Mann“ genannt, mit ihren Kindern nach München, später mit dem jüngstgeborenen Viktor weiter nach Augsburg in die Nibelungenstraße. Dort lebte sie von 1903 bis 1906 von den Zinserträgen, woraus auch Heinrich und Thomas Mann eine geringe Rente erhielten.
„Sie war von einem ausgesprochen romantischen Typus, in ihrer Jugend eine vielbewunderte Schönheit und außerordentlich musikalisch“, schildert Thomas Mann seine Mutter. „Frag ich mich nach der Herkunft meiner Anlagen, so muß ich feststellen, daß auch ich ‚des Lebens ernstes Führen‘ vom Vater, die ‚Frohnatur‘ aber, das ist die künstlerisch sinnliche Richtung und – im weitesten Sinne des Wortes – die Lust zu fabulieren, von der Mutter habe“, schreibt er, Goethe zitierend, 1936.

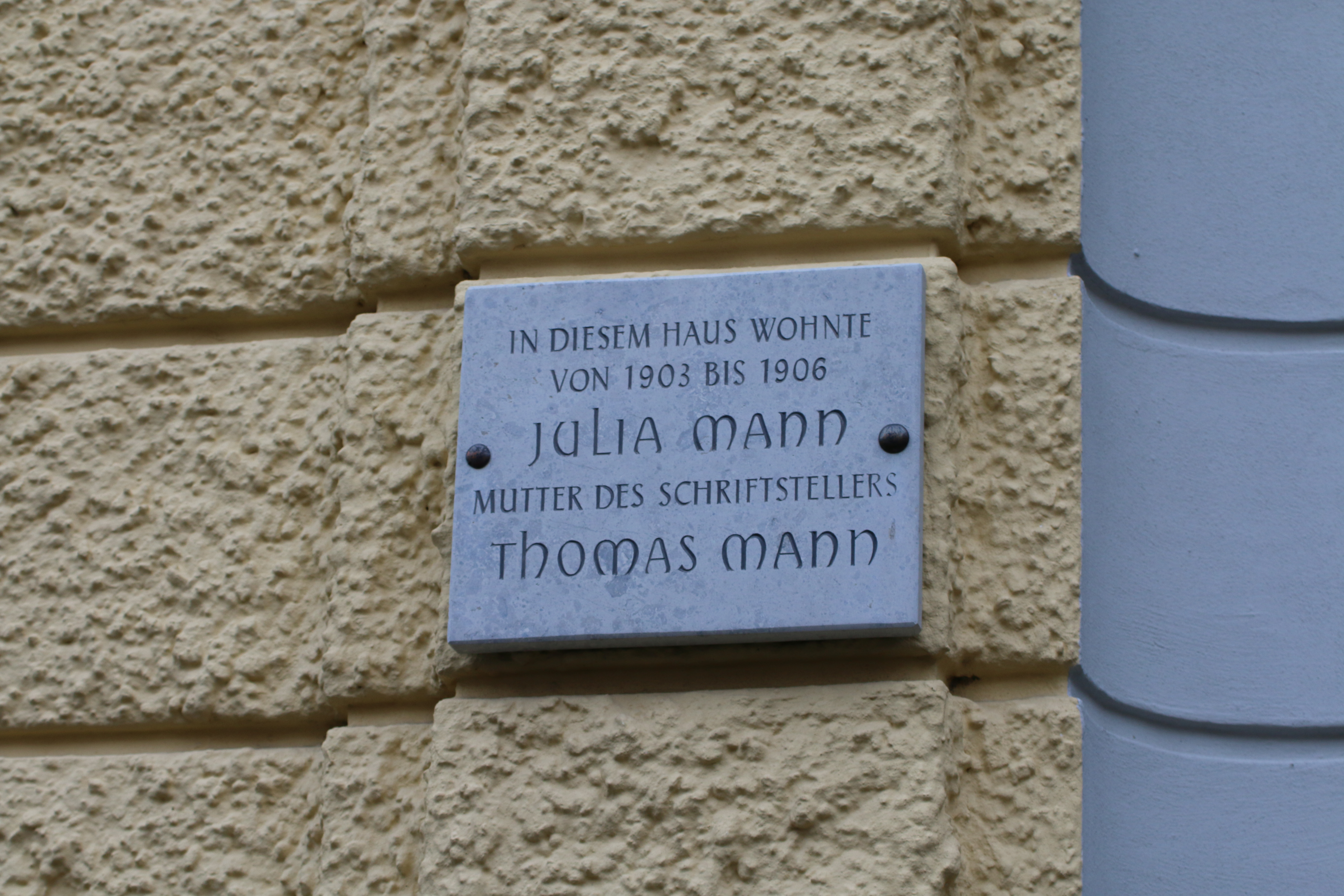
Gedenktafel am Wohnhaus in der Nibelungenstraße

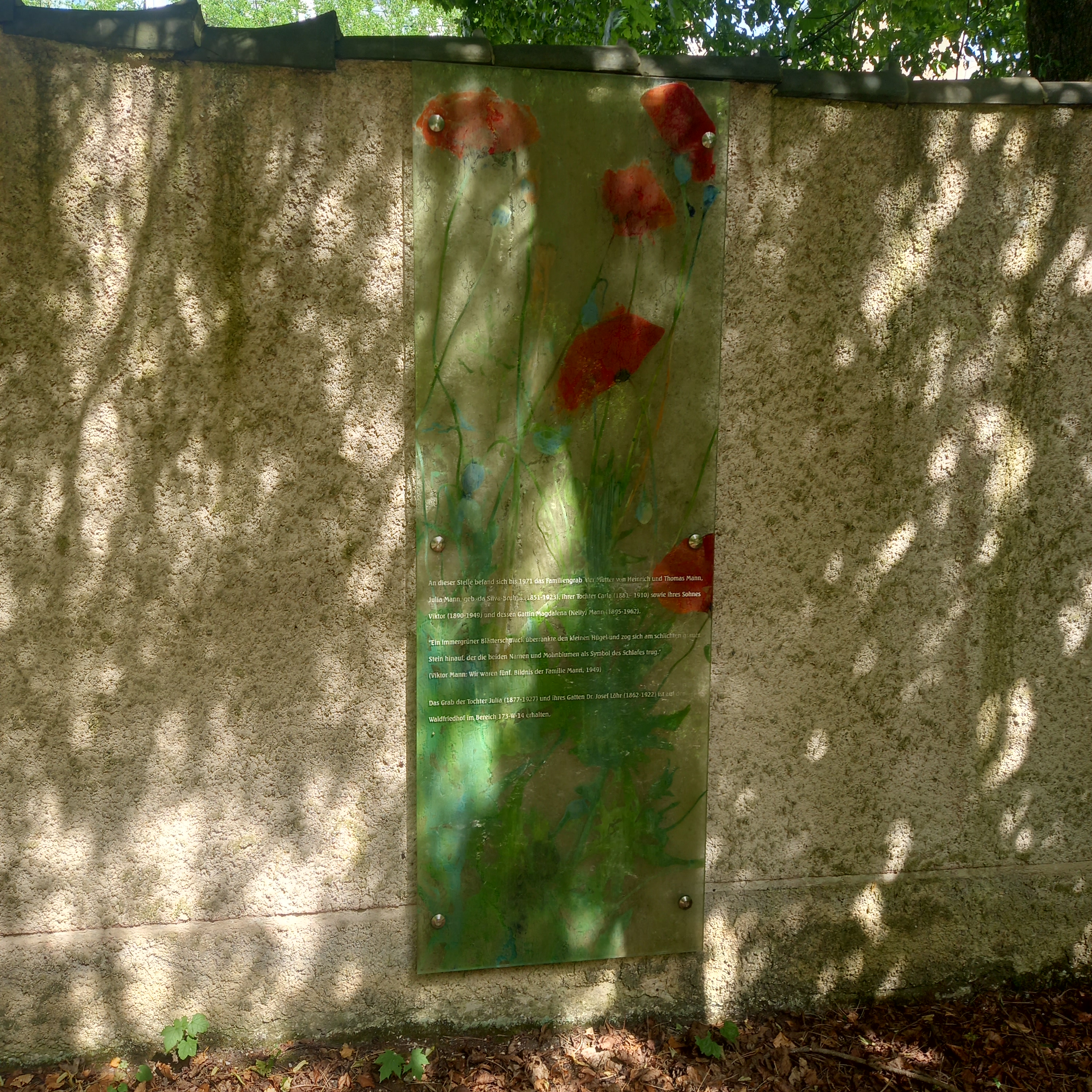
Gedenktafel für das Grab von Julia da Silva-Bruhns im aufgelassenen Familiengrab Mann auf dem Waldfriedhof (München)

Julia Mann schrieb 1903 ihre Erinnerungen an ihre Kindheit in Brasilien bis zur Verheiratung in Lübeck für private Zwecke nieder. Viktor Mann bereitete die Veröffentlichung vor, jedoch erschienen sie unter dem Titel Aus Dodos Kindheit erst 1958.
Ihr Sohn Thomas Mann hat zahlreiche Romanfiguren geschaffen, die von ihr inspiriert sind. In Buddenbrooks – Verfall einer Familie war sie die Vorlage für Gerda Arnoldsen. Im Doktor Faustus basiert die Figur der Frau Senatorin Rodde, im Tod in Venedig die der Mutter des Protagonisten von Aschenbach und in Tonio Kröger die der Mutter Consuelo auf ihrer Person. Im Willen zum Glück spielt ihre exotische Herkunft bei der Gestaltung einer der Figuren eine Rolle.
Julia Mann wechselte im Alter häufig den Wohnsitz. Die Inflation hatte das hinterlassene Vermögen aufgezehrt, und sie musste sich immer preiswertere Unterkünfte suchen. Die angebotene Unterstützung ihrer Söhne nahm sie aus Stolz nicht an. Sie starb 71-jährig in einem Hotelzimmer in Weßling, südlich von München, im Kreise ihrer Familie und wurde im Grab ihrer Tochter Carla Mann, die sich 1910 das Leben genommen hatte, auf dem Waldfriedhof München beigesetzt.
Ihr Urenkel Frido Mann setzt sich mit dem brasilianischen Erbe seiner Urgroßmutter auseinander. So gründete er den Verein Casa Mann, der in ihrem noch erhaltenen Geburtshaus, der Villa Boa Vista in Paraty, ein eurobrasilianisches Kulturzentrum errichten will.

## Schriften
- Aus Dodos Kindheit, erschienen mit zahlreichen Prosaskizzen und romantischen Erzählungen in Ich spreche so gern mit meinen Kindern. Aufbau Tb, 1999, ISBN 3-7466-1041-9.